# Arrés (Lérida)
Arrés (oficialmente en occitano: Arres) es un municipio español situado en la parte occidental de la comarca del Valle de Arán, en la provincia de Lérida, comunidad autónoma de Cataluña. Se encuentra a la derecha del río Garona a 1225 m de altitud, y junto a la frontera francesa. Lo forman las poblaciones de Arrés de Abajo (capital del municipio), Arrés de Arriba y La Bordeta.

## Geografía humana

### Demografía
Cuenta con una población de 64 habitantes (INE 2024).
| Gráfica de evolución demográfica de Arres entre 1842 y 2021 |
| |
| Población de derecho según los censos de población del INE Población de hecho según los censos de población del INEEn estos censos se denominaba Arrés: 1842, 1857, 1860, 1877, 1887, 1897, 1900, 1910, 1920, 1930, 1940, 1950, 1960, 1970 y 1981 |

| 1900 | 1930 | 1950 | 1970 | 1981 | 1986 | 1991 | 2000 | 2007 | 2017 |
| ---- | ---- | ---- | ---- | ---- | ---- | ---- | ---- | ---- | ---- |
| 101  | 212  | 129  | 61   | 53   | 49   | 50   | 63   | 65   | 59   |

| Entidades de población | Habitantes (2017) |
| ---------------------- | ----------------- |
| Arrés de Abajo         | 19                |
| Arrés de Arriba        | 34                |
| La Bordeta             | 6                 |

## Economía
Agricultura de secano y ganadería. Existe una pequeña mina de plomo y cinc.

## Monumentos y lugares de interés
- Iglesia de San Fabián, de estilo románico.
- Iglesia de San Juan, de estilo románico, en mal estado de conservación.
- Iglesia de San Pedro, de estilo románico.
- Balsa de Arrés.
- Minas Victoria.
- Mirador de Arrés de Sus.